# Гравюра на металі

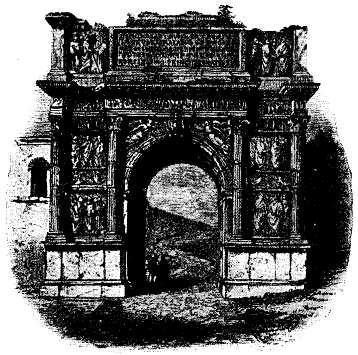
Триумфальна арка імператора Траяна в Беневенто, Італія, гравюра на сталі

Ґравюра на металі (або Ритина на металі англ. Steel engraving) — технологія виготовлення друкарської форми на металі (матриці), а також відбиток цієї форми на папері, що має вигляд ритини.

## Класифікація
Існує декілька різновидів гравюри на металі:
- Ритина різцем
- Офорт
- Меццотінто
- Акватінта
- М'який лак
- Суха голка тощо.

### Матеріал
- мідь ( пластини )
- м'яка сталь
- цинк
- металеві сплави тощо.

### Гравюра різцем

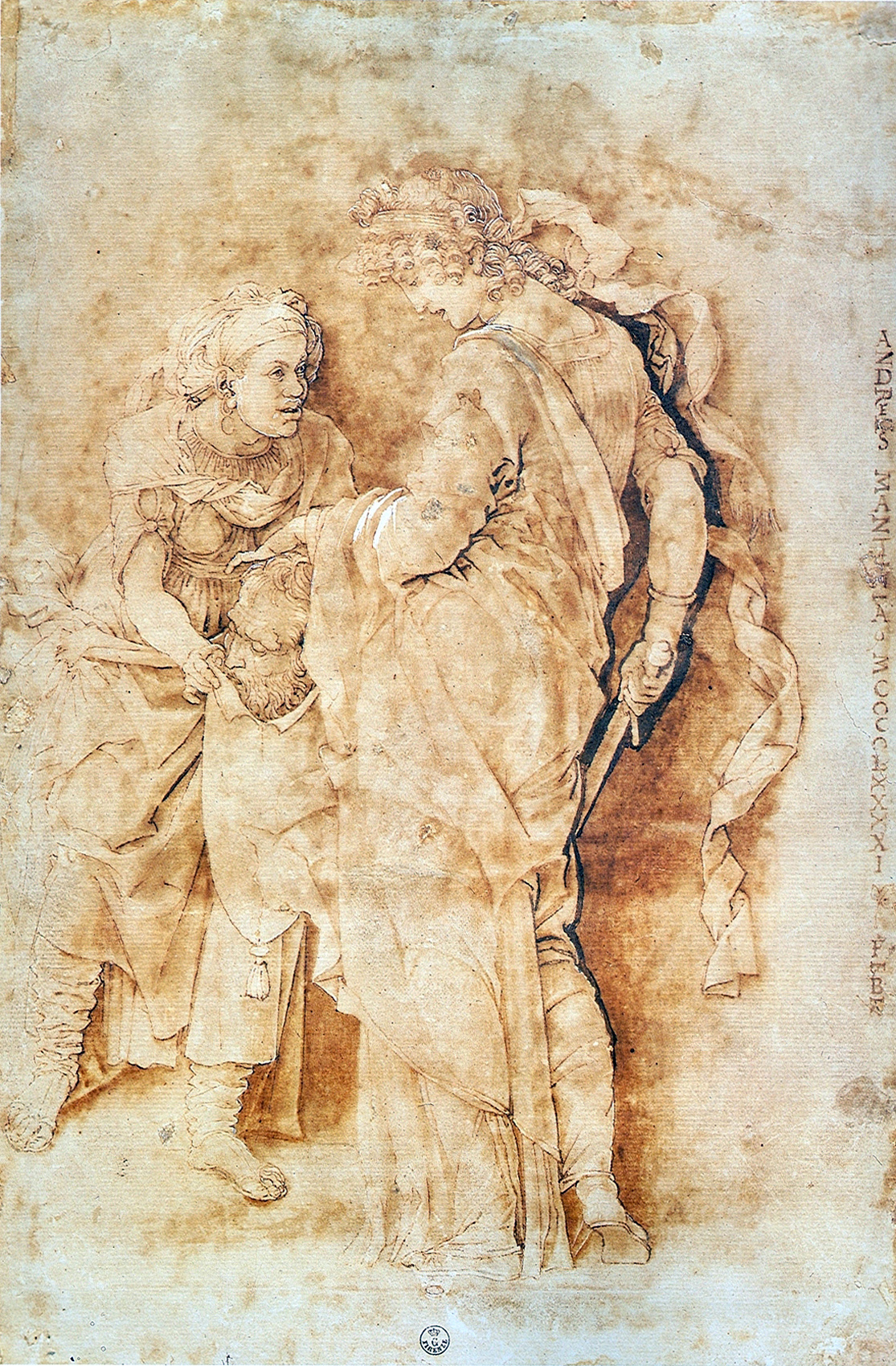
Андреа Мантенья, «Юдиф з головою Олоферна», гравюра на металі

Ритина різцем досить трудоміська техніка через напруження майстра під час виготовлення друкарської форми. Різець дає необхідні подряпини на металевій поверхні лише від фізичних зусиль художника, іноді значних. Необхідність великих затрудів зумовила ощадливість манери, справжню дисципліну ґравіювання, нанесення штрихів. Специфіка створення матриць, важкість внесення змін, відсутність технологічної легкості омежували коло майстрів, що вдавалися до цієї техніки. Але були і митці, що створили видатні зразки ритини різцем - 
- Андреа Мантенья в Італії
- Альбрехт Дюрер в Німеччині.
- Лука Лейденський в Нідерландах.

### Офорт
Офорт як ритинна техніка виник пізніше за ритину різцем і тісно пов'язаний із розвитком хімічних знань. На металеву поверхню наносили тонкий шар лаку, а малюнок створювали сталевою голкою. Особливостями техніки були легкість рисування без значних фізичних зусиль, можливість використання коротких та довгих штрихів, легкість внесення змін та правок, широка тональна шкала. Але створення офортів йшло з використанням шкідливих для здоров'я речовин — кислот, та потребувало майстерні і друкарського верстата. Кислотою обробляли закінчений малюнок на металі для заглиблення подряпин, куди набивали фарбу. Зволожений папір притискали верстатом до матриці і папір забирав фарбу з подряпин малюнку.
Але легкість створення малюнку приваблювала широке коло майстрів, бо технологія офорту давала змогу робити психологічний портрет та буденний пейзаж, освітлення вдень чи ввечері, детально опрацьований твір чи миттєвий ескіз, графічну копію малюнку художника чи його картини олійними фарбами. В майстерні Рубенса працювало кілька ґраверів, що переводили в офорт малярські твори голови малярні. Саме через це їх знали в усіх усюдах Європи.  
Серед віртуозів техніки офорту —
- Рембрандт, Есайас ван де Велде в Голландії
- Жак Калло, Жан Белланж, Клод Лоррен  з Франції
- Антоніс ван Дейк з Фландрії
- Хосе де Рібера, Джованні Бенедетто Кастільйоне з Італії.
- Жан-Оноре Фрагонар з Франції

Серед майстрів офорту XIX століття — Гойя,Франсуа Мілле, Шарль Меріон, Едуар Мане , Макс Клінгер,  Андерс Цорн , Кете Кольвіц. 

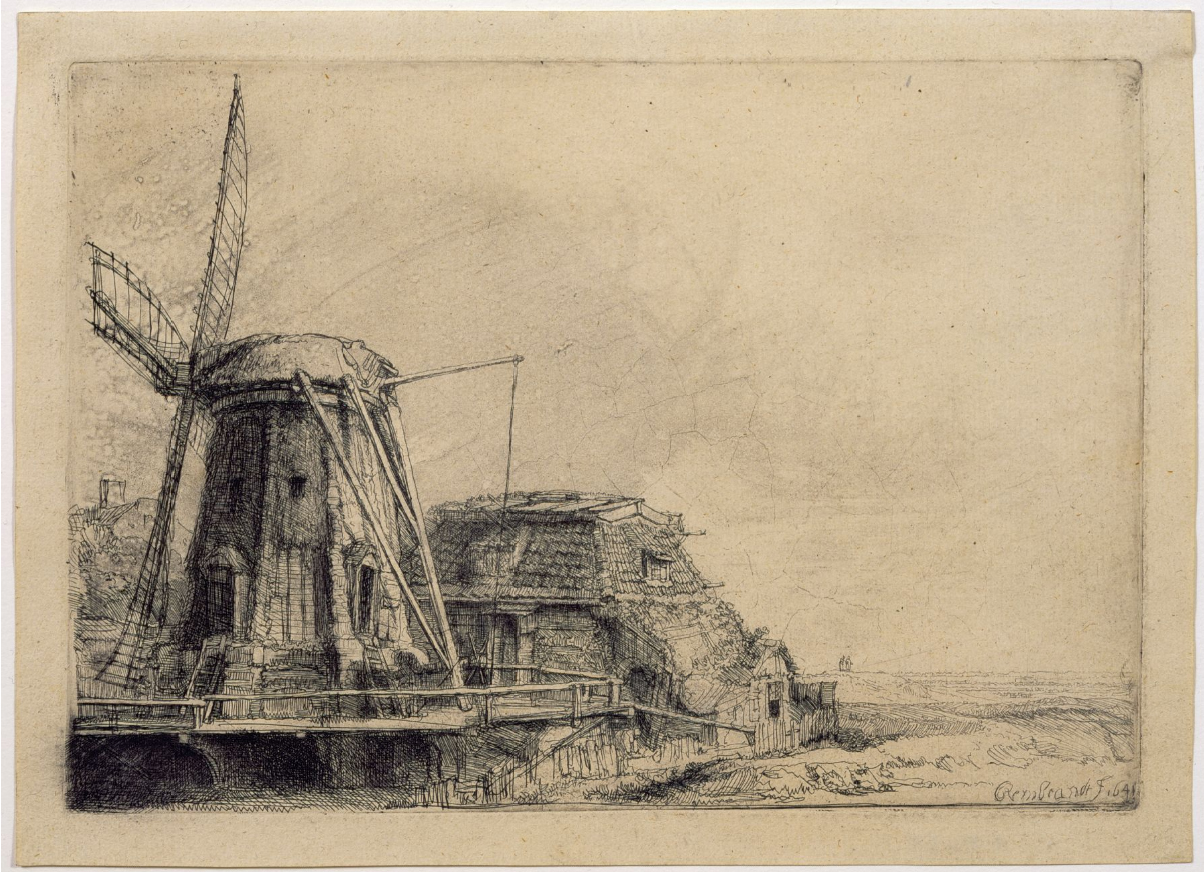
Рембрандт, Млин-вітряк, 1641 р.
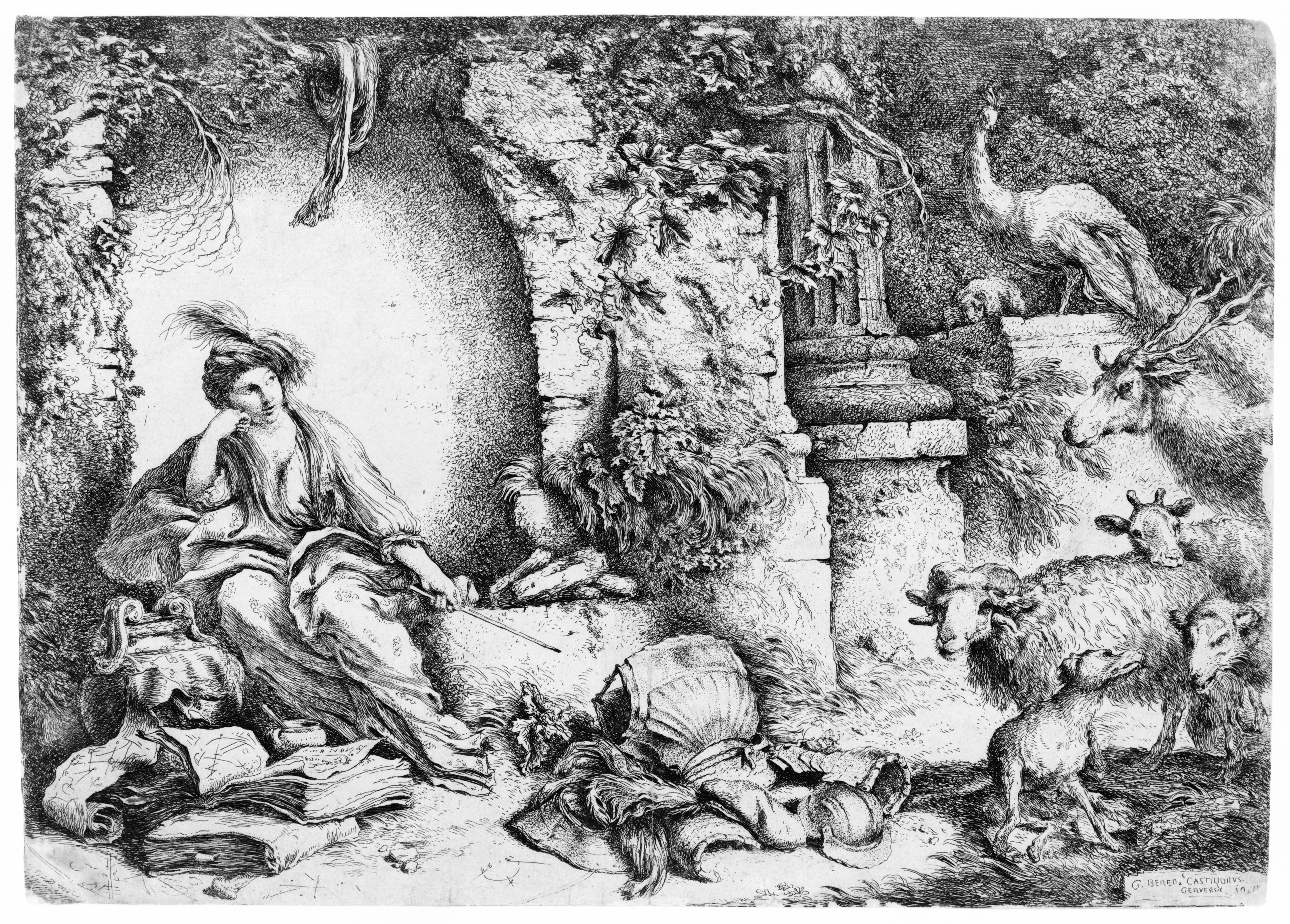
Джованні Бенедетто Кастільйоне, «Меланхолія»
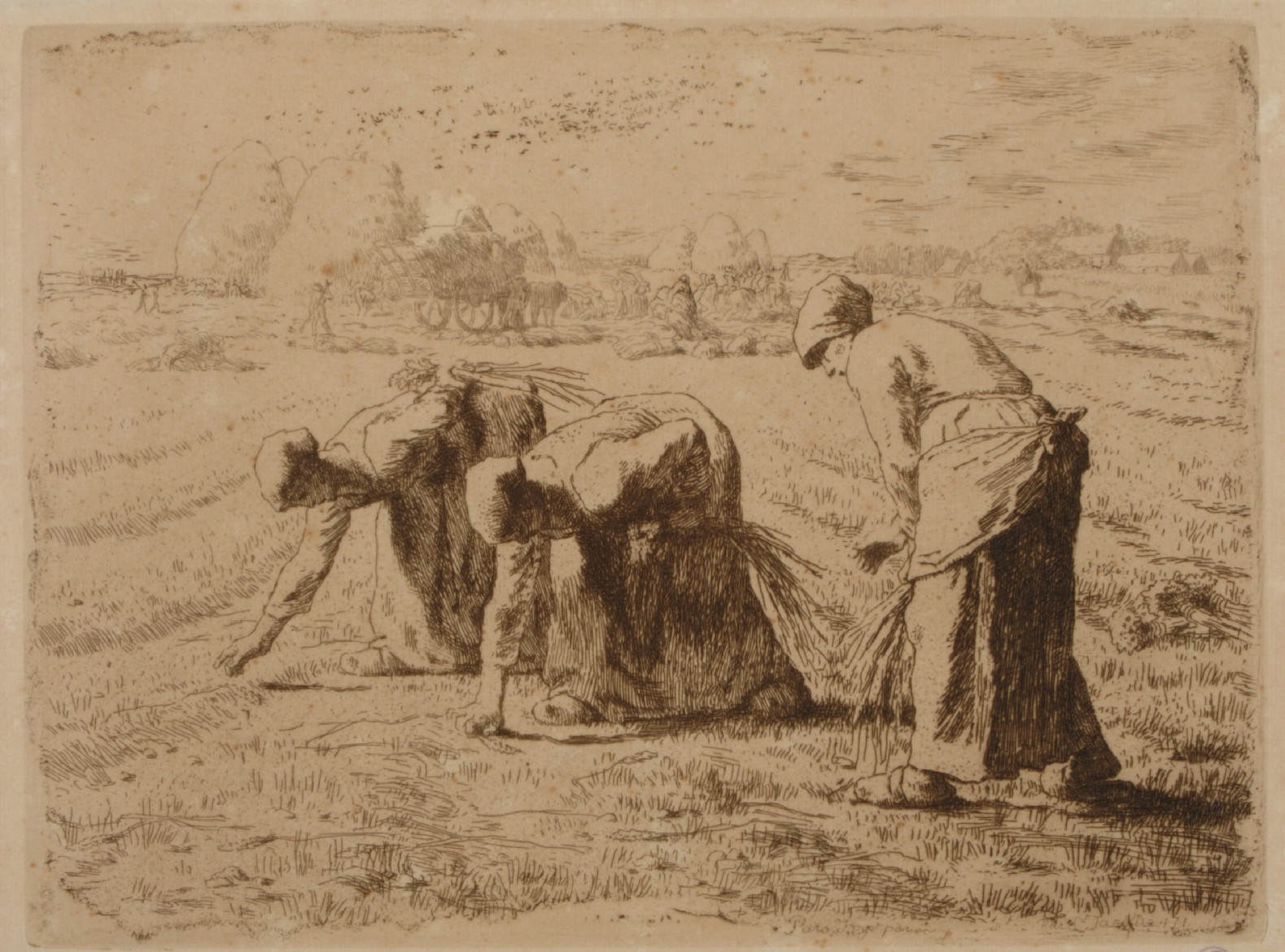
Франсуа Мілле, «Збирачки колосся»
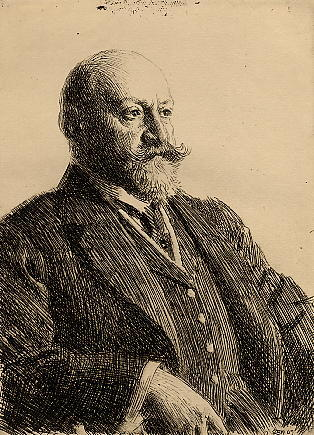
Андерс Цорн, портрет Ернеста Касселя, офорт

### Суха голка

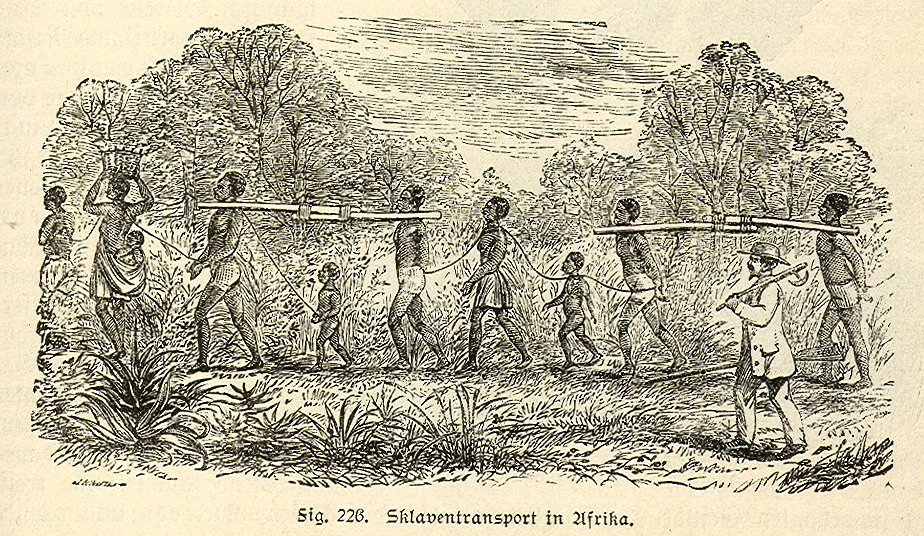
Рабів в Африці гонять на корабель

Техніка «Суха голка» нагадує офорт, але без використання лаку та обробки металевої поверхні кислотою. Стальною голкою створюють малюнок на металевій поверхні, оминають етап обробки кислотою, наносять фарбу і друкують гравюру. Техніка «Суха голка» підходить до легких замальовок через м'якість штрихів, їх тонкість та відчуття миттєвості, артистичної незавершеності.
Гравюру на металі широко використовували в Європі задля створення репродукцій з картин. Особливо широке розповсюдження репродукційна гравюра мала в XVIII–XIX століттях до виникнення більш дешевих засобів фотодруку у Франції та Німеччини, країнах з добре розвиненою друкарською промисловістю. 

### М'який лак
Техніка м'якого лаку передбачає нанесення лаку на металеву поверхню, але він зберігає здатність прилипати до паперу. На лак накладають папір і малюють по паперу олівцем. Знятий папір забирає лак з металевої поверхні лише в місцях ліній малюнку та штриховки. Готову металеву матрицю обробляють кислотою і друкують, як офорт.

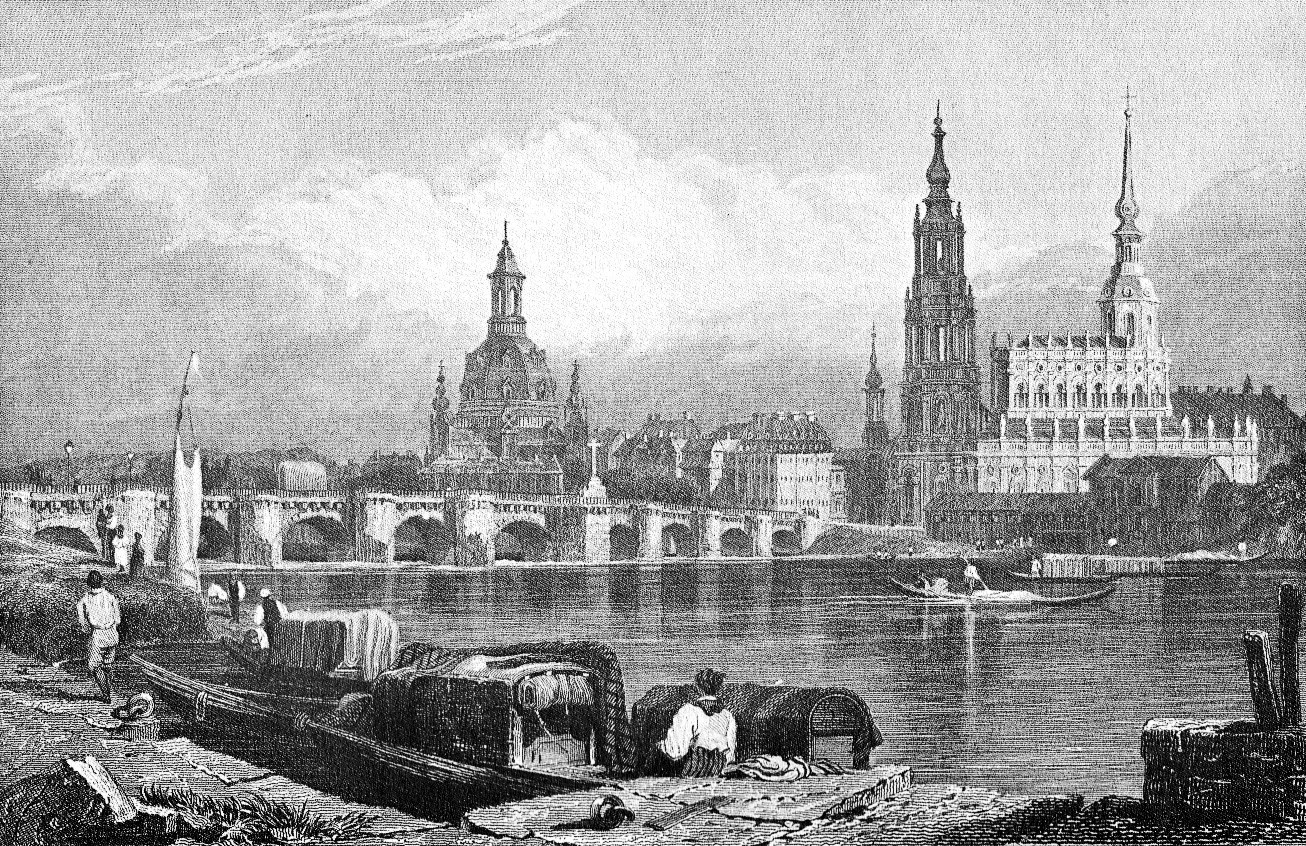
Альберт Генрі Пейн, краєвид Дрездена, 1850 р.
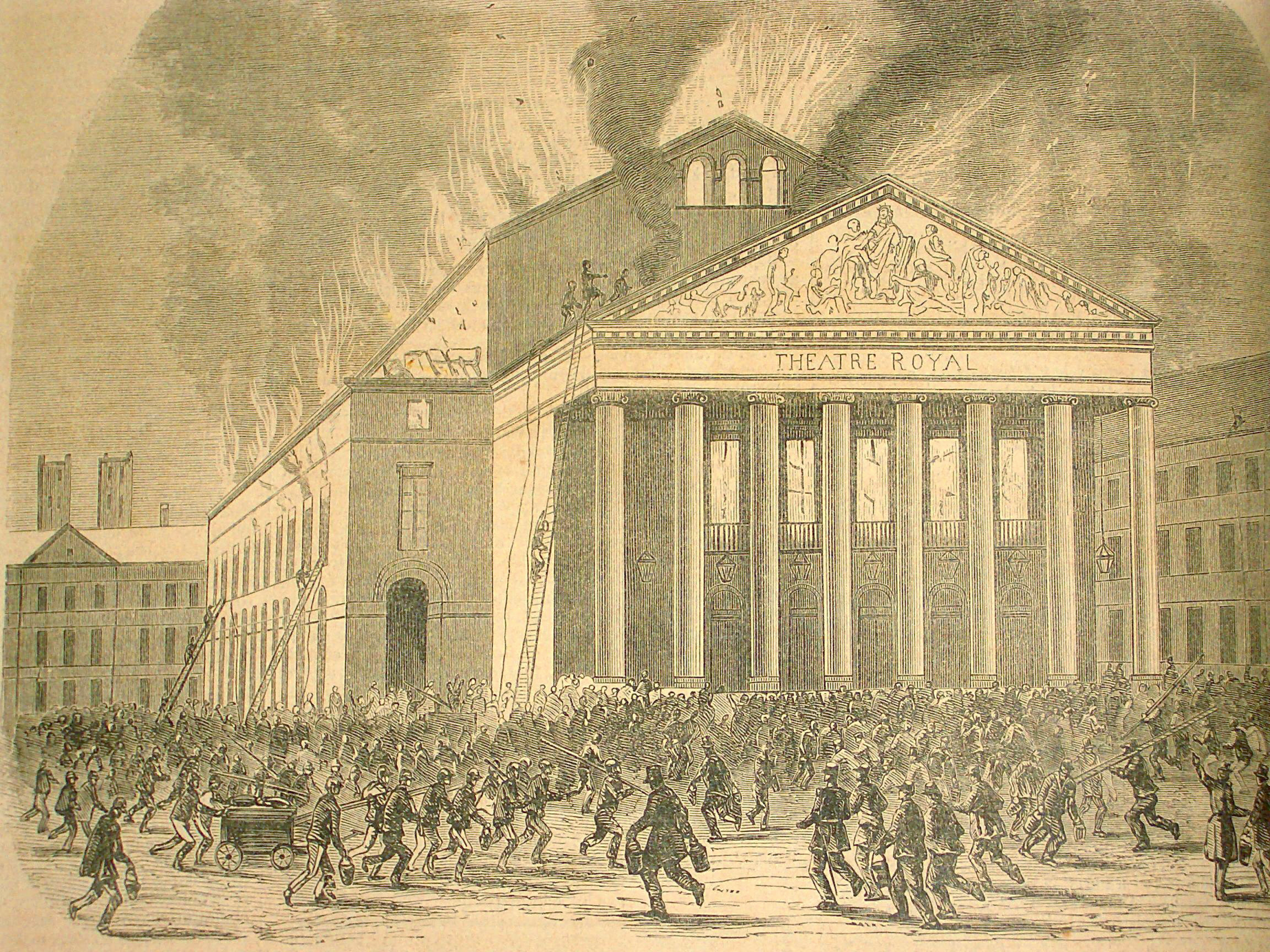
Пожежа театру в Парижі 1855 р.
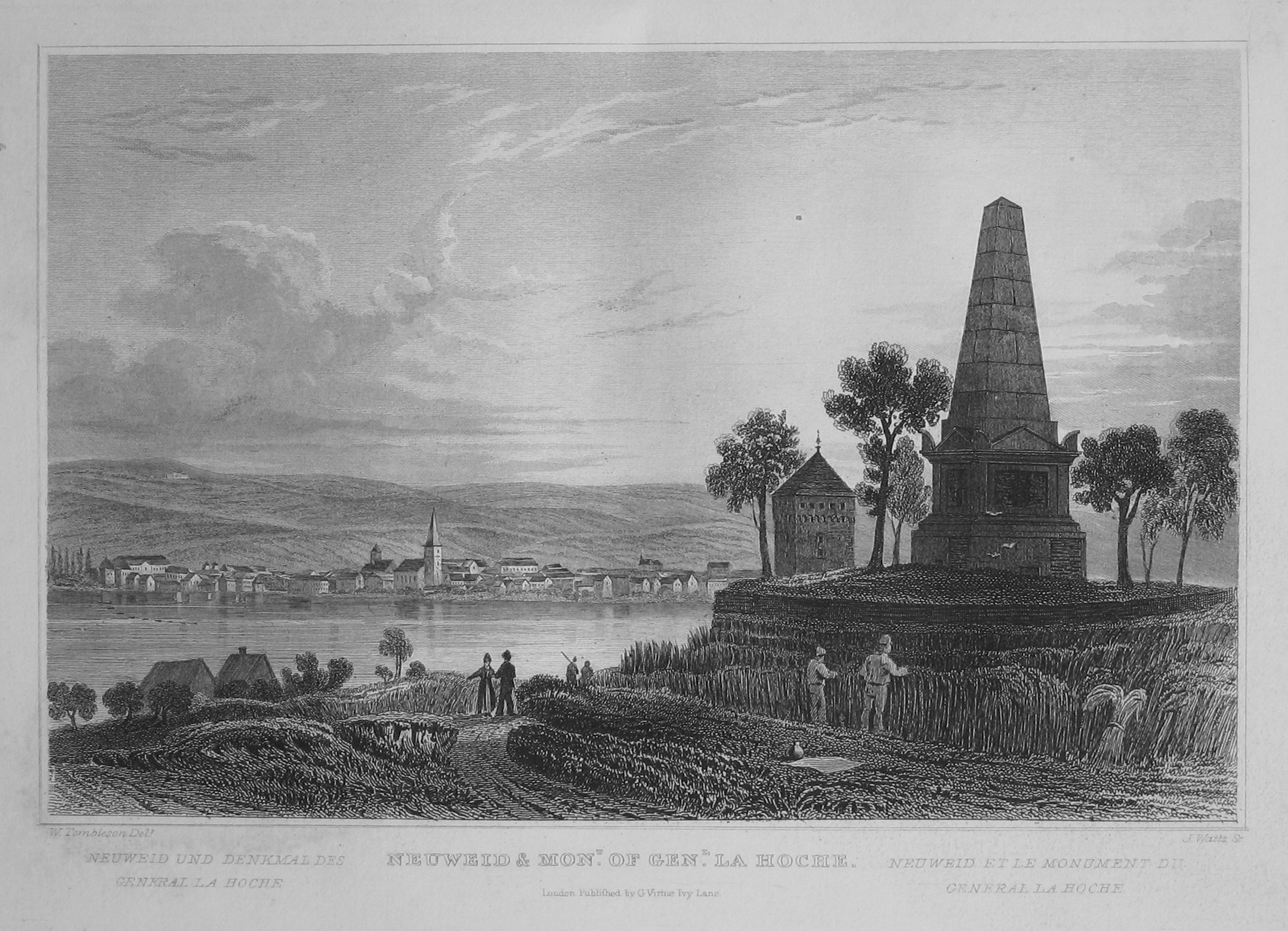
Вільям Томблсон, «Краєвид з річкою Рейн», гравюра на сталі, бл.1840 р.
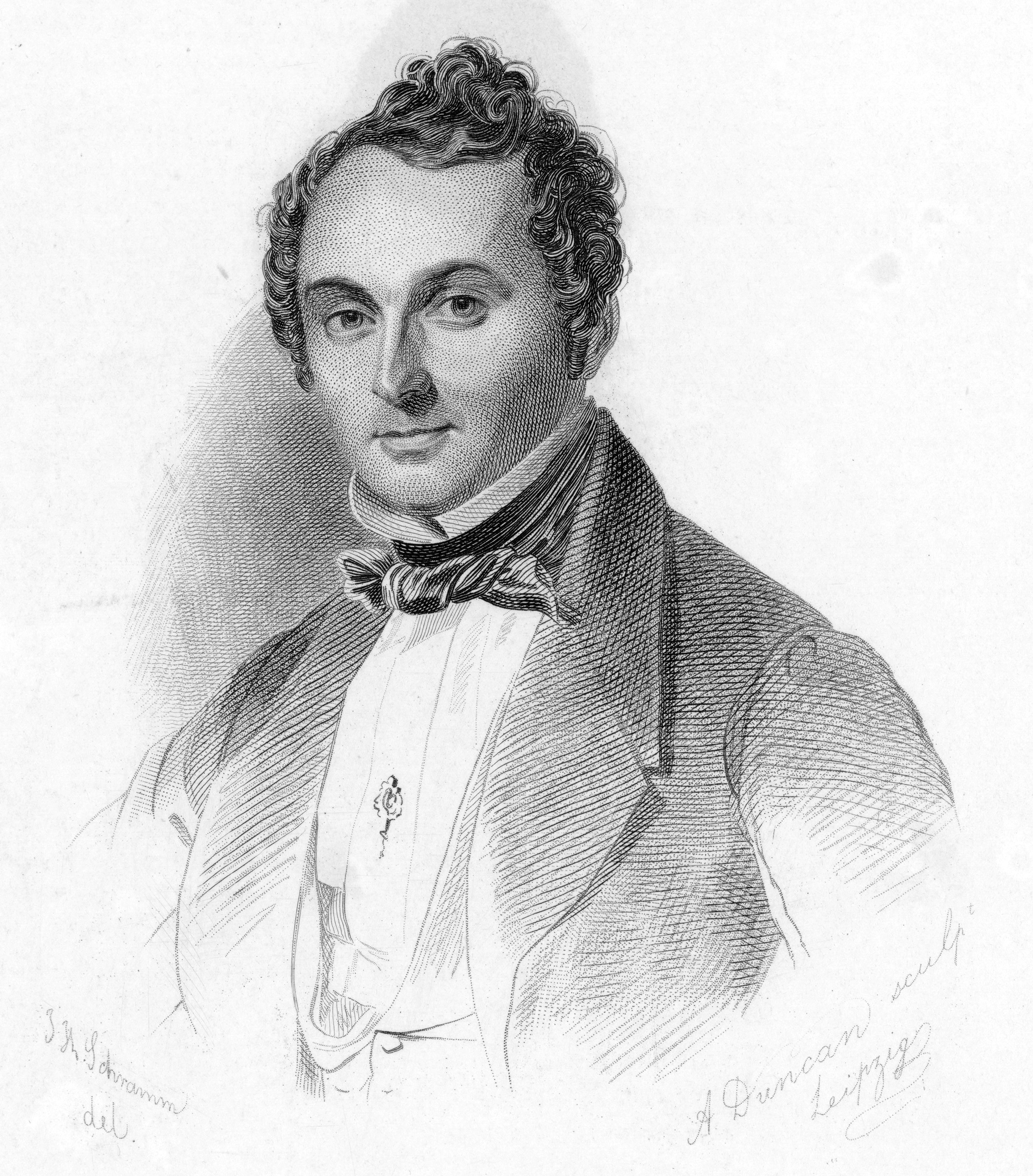
портрет Альберта Лортцинга, Німеччина, 1830 р.